# A Ferencvárosi TC 1962–1963-as szezonja
A Ferencvárosi TC 1962–1963-as szezonja szócikk a Ferencvárosi TC első számú férfi labdarúgócsapatának egy szezonjáról szól, mely összességében és sorozatban is a 61. idénye volt a csapatnak a magyar első osztályban. A klub fennállásának ekkor volt a 64. évfordulója.

## Mérkőzések
| Színmagyarázat | Színmagyarázat |
| -------------- | -------------- |
|                | Győzelem.      |
|                | Döntetlen.     |
|                | Vereség.       |

### Vásárvárosok kupája 1962–63
1. forduló
| 1962. október 3. |

| Viktoria Köln                         | 4 – 3   | Ferencváros              |
| ------------------------------------- | ------- | ------------------------ |
| Rühl 16' Kremer 19' Matischak 23' 33' | (4 – 2) | Mátrai 6' Albert 31' 53' |

| Köln Nézőszám: 20 000 |

| 1962. október 17. |

| Ferencváros                                     | 4 – 1               | Viktoria Köln |
| ----------------------------------------------- | ------------------- | ------------- |
| Novák 14' Kökény 67' Fenyvesi M. 73' Albert 80' | (1 – 0) Jegyzőkönyv | Rühl 81'      |

| Népstadion, Budapest Nézőszám: 25 000 |

2. forduló
| 1962. december 1. |

| Sampdoria    | 1 – 0   | Ferencváros |
| ------------ | ------- | ----------- |
| da Silva 18' | (1 – 0) |             |

| Luigi Ferraris Stadion, Genova Nézőszám: 10 000 |

| 1962. december 12. |

| Ferencváros                                                      | 6 – 0               | Sampdoria |
| ---------------------------------------------------------------- | ------------------- | --------- |
| Kökény 15' 61' Friedmanszky 16' 60' Vilezsál 70' Fenyvesi M. 71' | (2 – 0) Jegyzőkönyv |           |

| Üllői út, Budapest Nézőszám: 20 000 |

Negyeddöntő
| 1963. március 27. |

| Ferencváros              | 2 – 0               | Petrolul Ploiești |
| ------------------------ | ------------------- | ----------------- |
| Fenyvesi M. 2' Novák 19' | (2 – 0) Jegyzőkönyv |                   |

| Üllői út, Budapest Nézőszám: 30 000 |

| 1963. április 3. |

| Petrolul Ploiești | 1 – 0   | Ferencváros |
| ----------------- | ------- | ----------- |
| Nicolae 61'       | (0 – 0) | Rákosi 42′  |

| Ploiești Nézőszám: 20 000 |

Elődöntő
| 1963. április 24. |

| Ferencváros | 0 – 1               | Dinamo Zagreb |
| ----------- | ------------------- | ------------- |
|             | (0 – 0) Jegyzőkönyv | Lamza 85'     |

| Népstadion, Budapest |

| 1963. június 5. |

| Dinamo Zagreb            | 2 – 1   | Ferencváros     |
| ------------------------ | ------- | --------------- |
| Zambata 55' Kobeščak 75' | (0 – 1) | Fenyvesi M. 27' |

| Maksimir Stadion, Zágráb |

### NB 1 1962–63

#### Őszi fordulók
| 1. forduló 1962. augusztus 5. |

| SZEAC     | 1 – 0   | Ferencváros |
| --------- | ------- | ----------- |
| Nemes 53' | (0 – 0) |             |

| Szeged Nézőszám: 26 000 Játékvezető: Szegedi Barna (magyar) |

| 2. forduló 1962. augusztus 12. |

| Ferencváros    | 2 – 2               | Újpesti Dózsa       |
| -------------- | ------------------- | ------------------- |
| Albert 12' 40' | (2 – 2) Jegyzőkönyv | Bene 17' Lenkei 34' |

| Népstadion, Budapest Nézőszám: 60 000 Játékvezető: Živko Bajić (jugoszláv) |

| 3. forduló 1962. augusztus 19. |

| Ferencváros          | 2 – 3               | Budapesti Honvéd                 |
| -------------------- | ------------------- | -------------------------------- |
| Albert 33' Novák 81' | (1 – 0) Jegyzőkönyv | Tichy 47' Nógrádi 58' Komora 87' |

| Népstadion, Budapest Nézőszám: 65 000 Játékvezető: Konstantin Zečević (jugoszláv) |

| 4. forduló 1962. augusztus 26. |

| Vasas              | 2 – 0               | Ferencváros |
| ------------------ | ------------------- | ----------- |
| Machos 56' Pál 88' | (0 – 0) Jegyzőkönyv |             |

| Népstadion, Budapest Nézőszám: 65 000 Játékvezető: Mach (csehszlovák) |

| 5. forduló 1962. szeptember 9. |

| Debreceni VSC                | 2 – 2               | Ferencváros                            |
| ---------------------------- | ------------------- | -------------------------------------- |
| Puskás 44' Géczi 58' (öngól) | (1 – 2) Jegyzőkönyv | Novák 14' (11-esből) Jakab 41' (öngól) |

| Nagyerdei stadion, Debrecen Nézőszám: 20 000 Játékvezető: Foór György (magyar) |

| 6. forduló 1962. szeptember 17. |

| Ferencváros                        | 3 – 0               | Haladás VSE |
| ---------------------------------- | ------------------- | ----------- |
| Albert 9' 21' Orosz 19' Kökény 68′ | (3 – 0) Jegyzőkönyv |             |

| Üllői út, Budapest Nézőszám: 28 000 Játékvezető: Szabó Sándor (magyar) |

| 7. forduló 1962. szeptember 23. |

| Győri Vasas ETO        | 2 – 2               | Ferencváros               |
| ---------------------- | ------------------- | ------------------------- |
| Adrigán 23' Morvay 43' | (2 – 2) Jegyzőkönyv | Varga 14' Fenyvesi M. 15' |

| Győr Nézőszám: 13 000 Játékvezető: Balla Gyula (magyar) |

| 8. forduló 1962. szeptember 30. |

| Ferencváros | 1 – 0               | Tatabányai Bányász |
| ----------- | ------------------- | ------------------ |
| Albert 8'   | (1 – 0) Jegyzőkönyv |                    |

| Üllői út, Budapest Nézőszám: 30 000 Játékvezető: Aranyosi Lajos (magyar) |

| 9. forduló 1962. október 7. |

| Dorogi Bányász | 0 – 1               | Ferencváros |
| -------------- | ------------------- | ----------- |
|                | (0 – 1) Jegyzőkönyv | Novák 23'   |

| Bányász stadion, Dorog Nézőszám: 12 000 Játékvezető: Kaposi Sándor (magyar) |

| 10. forduló 1962. október 21. |

| Ferencváros                           | 3 – 3               | Pécsi Dózsa                  |
| ------------------------------------- | ------------------- | ---------------------------- |
| Rákosi 11' Fenyvesi M. 27' Kocsis 84' | (2 – 2) Jegyzőkönyv | Garami 5' Török 42' Vári 76' |

| Üllői út, Budapest Nézőszám: 30 000 Játékvezető: Balla Gyula (magyar) |

| 11. forduló 1962. november 4. |

| Komlói Bányász | 0 – 2               | Ferencváros          |
| -------------- | ------------------- | -------------------- |
|                | (0 – 0) Jegyzőkönyv | Orosz 67' Rákosi 80' |

| Komló Nézőszám: 6 000 Játékvezető: Soós Gábor (magyar) |

| 12. forduló 1962. november 18. |

| Ferencváros                                 | 3 – 2               | Salgótarjáni BTC                 |
| ------------------------------------------- | ------------------- | -------------------------------- |
| Oláh 33' (öngól) Friedmanszky 76' Orosz 80' | (1 – 1) Jegyzőkönyv | Kriskó 20' Szojka 83' (11-esből) |

| Üllői út, Budapest Nézőszám: 15 000 Játékvezető: Fülep Kornél (magyar) |

| 13. forduló 1962. november 25. |

| Ferencváros | 0 – 1               | MTK       |
| ----------- | ------------------- | --------- |
|             | (0 – 1) Jegyzőkönyv | Vasas 25' |

| Népstadion, Budapest Nézőszám: 2 500 Játékvezető: Branislav Tešanić (jugoszláv) |

#### Tavaszi fordulók
| 14. forduló 1963. március 24. |

| Ferencváros                                | 3 – 1               | Komlói Bányász   |
| ------------------------------------------ | ------------------- | ---------------- |
| Fenyvesi M. 8' Friedmanszky 41' Rákosi 56' | (2 – 0) Jegyzőkönyv | Iván 61' (öngól) |

| Üllői út, Budapest Nézőszám: 30 000 Játékvezető: Foór György (magyar) |

| 15. forduló 1963. március 31. |

| Budapesti Honvéd | 0 – 1               | Ferencváros     |
| ---------------- | ------------------- | --------------- |
|                  | (0 – 1) Jegyzőkönyv | Fenyvesi M. 37' |

| Népstadion, Budapest Nézőszám: 50 000 Játékvezető: Friedrich Seipelt (osztrák) |

| 16. forduló 1963. április 7. |

| Újpesti Dózsa | 0 – 2               | Ferencváros                    |
| ------------- | ------------------- | ------------------------------ |
|               | (0 – 1) Jegyzőkönyv | Várhidi 42' (öngól) Albert 82' |

| Népstadion, Budapest Nézőszám: 40 000 Játékvezető: Pavel Špoták (csehszlovák) |

| 17. forduló 1963. április 10. |

| Ferencváros | 1 – 1               | Dorogi Bányász |
| ----------- | ------------------- | -------------- |
| Dalnoki 59' | (0 – 0) Jegyzőkönyv | Karába 67'     |

| Üllői út, Budapest Nézőszám: 25 000 Játékvezető: Fülöp István (magyar) |

| 18. forduló 1963. április 21. |

| MTK       | 1 – 1               | Ferencváros |
| --------- | ------------------- | ----------- |
| Bödör 19' | (1 – 0) Jegyzőkönyv | Novák 86'   |

| Népstadion, Budapest Nézőszám: 45 000 Játékvezető: Čahun (jugoszláv) |

| 19. forduló 1963. április 28. |

| Ferencváros                                            | 5 – 3               | Győri Vasas ETO                        |
| ------------------------------------------------------ | ------------------- | -------------------------------------- |
| Rákosi 18' Vilezsál 35' Albert 42' 68' Fenyvesi J. 65' | (3 – 2) Jegyzőkönyv | Adrigán 8' Povázsai 28' 71' (11-esből) |

| Üllői út, Budapest Nézőszám: 28 000 Játékvezető: Soós Gábor (magyar) |

| 20. forduló 1963. május 12. |

| Tatabányai Bányász | 0 – 3               | Ferencváros                     |
| ------------------ | ------------------- | ------------------------------- |
|                    | (0 – 0) Jegyzőkönyv | Rákosi 50' Albert 58' Varga 64' |

| Városi Stadion, Tatabánya Nézőszám: 22 000 Játékvezető: Vízhányó László (magyar) |

| 21. forduló 1963. május 22. |

| Pécsi Dózsa | 0 – 1               | Ferencváros |
| ----------- | ------------------- | ----------- |
|             | (0 – 1) Jegyzőkönyv | Novák 18'   |

| PMFC Stadion, Pécs Nézőszám: 23 000 Játékvezető: Emsberger Gyula (magyar) |

| 22. forduló 1963. május 26. |

| Ferencváros                  | 2 – 2               | Vasas                 |
| ---------------------------- | ------------------- | --------------------- |
| Fenyvesi J. 74' Vilezsál 81' | (0 – 2) Jegyzőkönyv | Machos 1' Mathesz 16' |

| Népstadion, Budapest Nézőszám: 50 000 Játékvezető: Tašlidzić (jugoszláv) |

| 23. forduló 1963. június 9. |

| Haladás VSE | 0 – 2               | Ferencváros          |
| ----------- | ------------------- | -------------------- |
|             | (0 – 1) Jegyzőkönyv | Rákosi 40' Varga 70' |

| Rohonci úti stadion, Szombathely Nézőszám: 16 000 Játékvezető: Kaposi Sándor (magyar) |

| 24. forduló 1963. június 16. |

| Ferencváros                     | 2 – 0               | Debreceni VSC |
| ------------------------------- | ------------------- | ------------- |
| Albert 60' Novák 73' (11-esből) | (0 – 0) Jegyzőkönyv |               |

| Üllői út, Budapest Nézőszám: 35 000 Játékvezető: Petri Sándor (magyar) |

| 25. forduló 1963. június 23. |

| Salgótarjáni BTC | 1 – 2               | Ferencváros                     |
| ---------------- | ------------------- | ------------------------------- |
| Krajcsi 7'       | (1 – 1) Jegyzőkönyv | Fenyvesi J. 25' Fenyvesi M. 78' |

| Salgótarján Nézőszám: 14 000 Játékvezető: Soós Gábor (magyar) |

| 26. forduló 1963. június 30. |

| Ferencváros                    | 3 – 1               | SZEAC     |
| ------------------------------ | ------------------- | --------- |
| Novák 28' Varga 39' Rákosi 60' | (2 – 0) Jegyzőkönyv | Boros 46' |

| Népstadion, Budapest Nézőszám: 50 000 Játékvezető: Fülöp István (magyar) |

#### A végeredmény
|    | Csapat               | Játszott | Gy | D  | V  | L  | K  | Gk  | Pont | Megjegyzés                                             |
| -- | -------------------- | -------- | -- | -- | -- | -- | -- | --- | ---- | ------------------------------------------------------ |
| 1  | Ferencváros          | 26       | 15 | 7  | 4  | 49 | 28 | +21 | 37   | Bajnok, 1963–1964-es BEK selejtező                     |
| 2  | MTK                  | 26       | 11 | 9  | 6  | 41 | 32 | +9  | 31   | 1963–1964-es KEK selejtező, 1963-as közép-európai kupa |
| 3  | Újpesti Dózsa        | 26       | 11 | 8  | 7  | 50 | 31 | +19 | 30   | 1963–1964-es vásárvárosok kupája                       |
| 4  | Dorogi Bányász       | 26       | 10 | 10 | 6  | 37 | 27 | +10 | 30   |                                                        |
| 5  | Bp. Honvéd SE        | 26       | 11 | 7  | 8  | 53 | 38 | +15 | 29   |                                                        |
| 6  | Győri Vasas ETO      | 26       | 12 | 5  | 9  | 42 | 37 | +5  | 29   |                                                        |
| 7  | Pécsi Dózsa          | 26       | 8  | 11 | 7  | 34 | 31 | +3  | 27   |                                                        |
| 8  | Tatabányai Bányász   | 26       | 10 | 7  | 9  | 30 | 30 | 0   | 27   |                                                        |
| 9  | Vasas SC             | 26       | 8  | 9  | 9  | 37 | 31 | +6  | 25   | 1963-as közép-európai kupa                             |
| 10 | Komlói Bányász       | 26       | 7  | 10 | 9  | 30 | 41 | -11 | 24   |                                                        |
| 11 | Szegedi EAC          | 26       | 8  | 7  | 11 | 18 | 41 | -23 | 23   |                                                        |
| 12 | Debreceni VSC        | 26       | 6  | 9  | 11 | 31 | 50 | -19 | 21   |                                                        |
| 13 | Salgótarjáni BTC     | 26       | 6  | 6  | 14 | 29 | 38 | -9  | 18   | Kiesett az NB II-be                                    |
| 14 | Szombathelyi Haladás | 26       | 4  | 5  | 17 | 23 | 49 | -26 | 13   | Kiesett az NB II-be                                    |

#### Eredmények összesítése
Az alábbi táblázatban összesítve szerepelnek a Ferencvárosi TC 1962/63-as bajnokságban elért eredményei.
| Ősz/tavasz (forduló)    | Otthon | Otthon | Otthon | Otthon | Otthon | Otthon | Otthon | Idegenben | Idegenben | Idegenben | Idegenben | Idegenben | Idegenben | Idegenben |
| Ősz/tavasz (forduló)    | M      | GY     | D      | V      | LG–KG  | GK     | P      | M         | GY        | D         | V         | LG–KG     | GK        | P         |
| ----------------------- | ------ | ------ | ------ | ------ | ------ | ------ | ------ | --------- | --------- | --------- | --------- | --------- | --------- | --------- |
| Őszi szezon (1–13.)     | 7      | 3      | 2      | 2      | 14–11  | +3     | 8      | 6         | 2         | 2         | 2         | 7–7       | 0         | 6         |
| Tavaszi szezon (14–26.) | 6      | 4      | 2      | 0      | 16–8   | +8     | 10     | 7         | 6         | 1         | 0         | 12–2      | +10       | 13        |
| Összesen (1–26.)        | 13     | 7      | 4      | 2      | 30–19  | +11    | 18     | 13        | 8         | 3         | 2         | 19–9      | +10       | 19        |

### Egyéb mérkőzések
| 1962. augusztus 1. |

| Ferencváros    | 3 – 1       | Slovan Nitra |
| -------------- | ----------- | ------------ |
| Novák Fenyvesi | Jegyzőkönyv |              |

| Népstadion, Budapest |

| 1962. augusztus 29. |

| Nové Zámky | 1 – 2       | Ferencváros         |
| ---------- | ----------- | ------------------- |
|            | Jegyzőkönyv | Kökény Friedmanszky |

| Érsekújvár |

| 1962. szeptember 12. |

| Slovan Nitra | 6 – 1       | Ferencváros |
| ------------ | ----------- | ----------- |
|              | Jegyzőkönyv | Albert      |

| Nyitra |

| 1962. szeptember 26. |

| TSZ Lučenec | 1 – 5       | Ferencváros           |
| ----------- | ----------- | --------------------- |
|             | Jegyzőkönyv | Rákosi Orosz Fenyvesi |

| Losonc |

| 1963. február 19. |

| Fenerbahçe | 3 – 1       | Ferencváros  |
| ---------- | ----------- | ------------ |
|            | Jegyzőkönyv | Friedmanszky |

| Isztambul |

| 1963. április 13. |

| Austria Wien | 3 – 1       | Ferencváros |
| ------------ | ----------- | ----------- |
|              | Jegyzőkönyv | ög'         |

| Bécs |

| 1963. április 15. |

| Ferencváros           | 3 – 3       | Rapid Wien |
| --------------------- | ----------- | ---------- |
| Fenyvesi Albert Novák | Jegyzőkönyv |            |

| Népstadion, Budapest |

## Külső hivatkozások
- A csapat hivatalos honlapja (magyarul)
- Az 1962–1963-as szezon menetrendje a tempofradi.hu-n (magyarul)